# Ново-Славянское
Ново-Славянское (до 1946 — Кёнигсфельде (нем. Königsfelde)) — посёлок в Озёрском муниципальном округе Калининградской области России.

## География
Находится в юго-восточной части Калининградской области, в зоне хвойно-широколиственных лесов, в пределах Виштынецкой возвышенности, на берегах реки Селецкая, при автодороге 27К-177.

### Климат
Климат характеризуется как переходный от морского к умеренно континентальному. Среднегодовая температура воздуха — 7,7 °C. Средняя температура воздуха самого холодного месяца (января) — −2,9 °C (абсолютный минимум — −35 °C); самого тёплого месяца (июля) — 18,7 °C (абсолютный максимум — 36 °C). Годовое количество атмосферных осадков — 775 мм, из которых большая часть выпадает в тёплый период.

## История
До 1947 года носил название Кёнигсфельде (нем. Königsfelde). В период с 2008 по 2014 годы Ново-Славянское входило в состав Гавриловского сельского поселения Озёрского района, с 2014 по 2022 годы — в состав Озёрского городского округа.

## Население
| 1818 | 1863 | 1910 | 2002 | 2010 |
| ---- | ---- | ---- | ---- | ---- |
| 111  | ↗214 | ↗259 | ↘72  | ↘55  |

## Инфраструктура
Личное подсобное хозяйство с зоной сельскохозяйственного использования, индивидуальная застройка усадебного типа.

## Транспорт
Автодорога 27К-177.